# 霍普威爾 (印地安納州迪卡爾布縣)
霍普威爾（英語：Hopewell）是位於美國印地安納州迪卡爾布縣的一個非建制地區。該地的面積和人口皆未知。

## 地理
霍普威爾的座標為41°16′52″N 85°01′14″W / 41.28111°N 85.02056°W，而該地的平均海拔高度為259米（即850英尺）。